# Љубица (филм)
„Љубица” је југословенски филм први пут приказан 5. априла 1978. године. Режирао га је Крешимир Голик а сценарио је написао Горан Масот.

## Радња
Љубица је жена средњих година која живи у Загребу и ради као аудиопедагог с глувонемом децом. И сама има мало дете, док јој је муж Драго, с којим готово уопште не комуницира, на раду у Немачкој. Љубица започиње љубавну везу с много млађим Златком, потомком имућне породице. Иако Златко није оптерећен малограђанским схватањима својих родитеља, и иако му се Љубица искрено свиђа, чини се да њихова веза нема будућности.

## Улоге
| Глумац             | Улога                              |
| ------------------ | ---------------------------------- |
| Божидарка Фрајт    | Љубица                             |
| Иван Станчић       | Златко                             |
| Реља Башић         | Зденко                             |
| Миодраг Кривокапић | Драго                              |
| Миа Оремовић       | Златкова мајка                     |
| Звонимир Торјанац  | Златков отац (као Звонко Торјанац) |
| Лела Маргитић      | Ђурђа                              |
| Хусеин Цокић       | Ђед                                |
| Зоран Покупец      | Златков пријатељ                   |
| Зденка Хершак      | Трамвајка                          |
| Јелица Влајки      | Гђа из аутобуса                    |
| Лена Политео       | Тетка                              |
| Лана Голоб         | Зденкова тајница                   |
| Зорко Рајчић       | Анте                               |

Остале улоге  ▼
| Глумац                 | Улога             |
| ---------------------- | ----------------- |
| Семка Соколовић Берток | Астрологиња       |
| Звонко Стрмац          | Психолог          |
| Јана Каспер            | Гошћа у ресторану |
| Миња Николић           | Гошћа у ресторану |
| Финка Павичић Будак    | Бака              |
| Јадранка Матковић      | Продавачица плоча |
| Звонимир Јурић         | Гост у ресторану  |
| Фрањо Мајетић          | Гост у ресторану  |
| Вања Драх              | Гост у ресторану  |
| Стјепан Џими Станић    | Гост у ресторану  |
| Златко Омербеговић     |                   |

## Награде
- Пула 78'[2][3][4]

1. Бронзана арена за режију
2. Сребрна арена за женску улогу
3. Награда Кодак и Фото за камеру Живку Залару

- Ниш 78'

1. Царица Теодора, 1. награда за главну женску улогу[2][4][5]
2. Награда ревије Практична жена Божидарки Фрајт[2][4]
3. Награда листа Двоје Ивану Станчићу 'за најљепшу љубавну улогу'[2][4]